# (14575) Jamesblanc
(14575) Jamesblanc (1998 QC92) – planetoida z pasa głównego asteroid okrążająca Słońce w ciągu 3,5 lat w średniej odległości 2,3 j.a. Odkryta 28 sierpnia 1998 roku.